# Hazyna Aszchabad
Hazyna Aszchabad (turkm. «Hazyna» sport kluby, Aşgabat) – turkmeński klub piłkarski, mający siedzibę w stolicy kraju, Aszchabadzie.
W 2015 występował w Ýokary Liga.

## Historia
Chronologia nazw:
- 2015: Hazyna Aszchabad (ros. «Хазына» Ашхабад)

Piłkarski klub Hazyna został założony w miejscowości Aszchabad w lutym 2015 roku i reprezentował Turkmeński Państwowy Instytut Ekonomii i Zarządzania (turkm. Türkmen döwlet ykdysadyýet we dolandyryş instituty). Nazwa klubu "Hazyna" w języku polskim oznacza "Skarb". Biorąc pod uwagę rosnącą popularność piłki nożnej wśród studentów Federacja Piłkarska Turkmenistanu zrobiła wyjątek, dopuszczając klub do rozgrywek w Wyższej Lidze bez sita kwalifikacji w Pierwszej Lidze. W 2015 w debiutowym sezonie zespół zajął 7. miejsce w końcowej klasyfikacji. Jednak na początku 2016 przed rozpoczęciem następnego sezonu klub został rozformowany.

## Sukcesy

### Trofea międzynarodowe
Nie uczestniczył w rozgrywkach azjatyckich (stan na 31-12-2015).

### Trofea krajowe
Turkmenistan
| \| \| Zdobyte trofea w rozgrywkach Turkmenistanu (stan na: 31-12-2015) \| |                                                                  |      |          |
| Rozgrywki                                                                 | Osiągnięcie                                                      | Razy | Sezon(y) |
| Mistrzostwo                                                               | I miejsce                                                        | 0    |          |
| Mistrzostwo                                                               | II miejsce                                                       | 0    |          |
| Mistrzostwo                                                               | III miejsce                                                      | 0    |          |
| Mistrzostwo                                                               | 7. miejsce                                                       | 1    | 2015     |
| Puchar                                                                    | zdobywca                                                         | 0    |          |
| Puchar                                                                    | finalista                                                        | 0    |          |
| Puchar                                                                    | 1/8 finału                                                       | 1    | 2012     |
| II liga                                                                   | I miejsce                                                        | 0    |          |
| II liga                                                                   | II miejsce                                                       | 0    |          |
| II liga                                                                   | III miejsce                                                      | 0    |          |
| Turkmenistan                                                              | Zdobyte trofea w rozgrywkach Turkmenistanu (stan na: 31-12-2015) |      |          |

## Stadion
Klub rozgrywa swoje mecze domowe na stadionie TDY we DI w Aszchabadzie, który może pomieścić 500 widzów.

## Piłkarze
- Guvanç Abylov
- Didar Durdyýew

## Trenerzy
...
- 2015:  Ahmet Agamyradow